# Челяк Софія Святославівна
Софія Челяк (нар. 13 травня 1997, м. Івано-Франківськ) — українська культурна менеджерка, журналістка, ведуча, перекладачка. Членкиня Українського ПЕН.

## Біографія

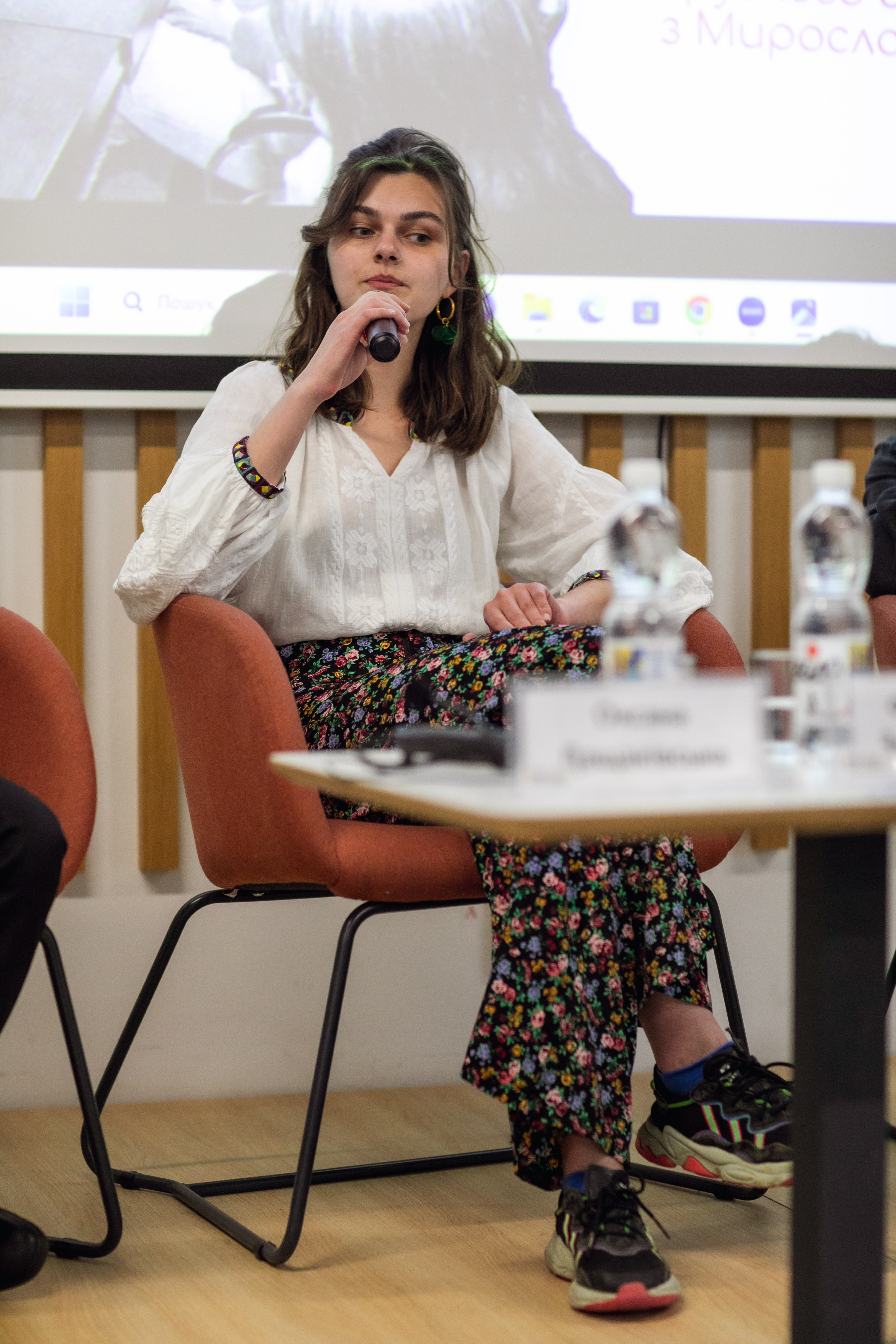
Софія Челяк під час публічної дискусії «Люди у війні: пошук спроможностей для зростання» (Інституті лідерства та управління Українського католицького університету, 18 травня 2023 року)

Софія Челяк народилася 13 травня 1997 року в Івано-Франківську.
Закінчила філологічний факультет Львівського національного університету імені Івана Франка (спеціальність — чеська мова й література).
Від 2015 — перекладачка з чеської мови на фестивалі «Місяць авторських читань» у Львові.
Працювала програмною директоркою ГО «Форум видавців» від 2016 року до 27 лютого 2025 року. Співорганізаторка українських стендів на Вільнюському книжковому ярмарку та Паризькому книжковому салоні. Координаторка поетичної платформи «Vesopolis» в Україні.
Від 2020 — ведуча проєктів «Культові українці: Позначені гривнею» і «Культові українці: Незалежні люди» (разом з істориком Олександром Алфьоровим) телеканалу «Суспільне Культура». З 2022 року вела програму «Культурний інстинкт».
Від 2022 — у відділі міжнародних зв'язків Українського інституту книги.
Членка експертної ради премії «Women in Arts-2020». Станом на лютий 2025 року — членка ГО «Форум Видавців» та членка правління організації.
Як журналістка співпрацює з виданнями «Українська правда», «Frontliner».
Від 2024 — позаштатний радник Львівського міського голови з питань книгодрукування.

## Доробок
Переклади з чеської мови:
- В. Граб'є. «Блюз для божевільної дівчини» (П'яний корабель, 2018)[3]
- Я. Орлова. «Падло та інші вірші» (Крок, 2019)[3]

## Нагороди та відзнаки
- лавреатка літературної премії «Metaphora» — за переклад віршів Вацлава Граб'є (2016)[16][3]
- премія «Найкращий культурний менеджер міста Львова — 2018»[3]
- У 2019 році увійшла до рейтингу «TOP 30 under 30» від «Kyiv Post»[17][18][3].